# 526
526 (DXXVI) je bilo navadno leto, ki se je po julijanskem koledarju začelo na četrtek.

## Dogodki
- 1. januar

## Smrti
- 30. avgust -  Teodorik Veliki, kralj ostrogotskega Italskega kraljestva (* 454)